# Sexsmith
Sexsmith är en ort i Kanada.   Den ligger i provinsen Alberta, i den centrala delen av landet, 3 200 km väster om huvudstaden Ottawa. Sexsmith ligger 719 meter över havet och antalet invånare är 1 743.
Terrängen runt Sexsmith är platt, och sluttar söderut. Runt Sexsmith är det mycket glesbefolkat, med 2 invånare per kvadratkilometer.. Det finns inga andra samhällen i närheten. 
Trakten runt Sexsmith består till största delen av jordbruksmark.